# 크리스 도트리
크리스 도트리(Chris Daughtry, 1979년 12월 26일 ~ )는 미국의 가수로, 《아메리칸 아이돌 시즌 5》에 참가하였다.